# Sörby, Örebro

Sörby är en stadsdel i Örebro. Området ligger söder om Örebro-Skebäcks Järnväg, norr om Sörbyängen samt Tybble och väster om Almby. Området tillhörde före 1943 Almby landskommun. Namnet Sörby kommer sig av den by som tidigare låg på området. Enligt Sällskapet Gamla Örebro ska namnet syfta på att byn låg på ett vattensjukt område, snarare än att den låg "söder om något" 
Området präglas av villabebyggelse från 1920-talet och framåt. En liten del av Sörby kallas för Eklunda och det är även på den platsen som Eklundaskolan låg. Den är numera riven. Istället byggdes en stor byggnad som heter Svealundsskolan. I samband med byggandet försvann en del av den gamla Hagmarksgatan och en stor park införlivades till skolans skolgård.